# Споменик Позив на устанак у Вучју
Споменик Позив на устанак откривена је у Вучју 7. јула 1959. године, када је одржана прослава Дана устанка народа Србије и том приликом откривен споменик у центру варошице. 
Направљено је постоље од цементног мермера и обложено плочастим каменом да би на њему била постављена скулптура борца који дизањем руку позива народ на устанак. На свечаности су говорили Светозар Крстић, народни посланик, Милорад Константиновић, првоборац, и Василије Смајевић, члан Централног комитета Савеза комуниста Србије. Аутор споменика је проф. вајар Душан Николић.